# 河田末三郎
河田 末三郎（かわた すえさぶろう、1891年（明治24年）5月29日 - 1982年（昭和57年）10月25日）は、大日本帝国陸軍軍人。最終階級は陸軍中将。位階は従四位。

## 経歴
1891年（明治24年）に愛知県で生まれた。陸軍士官学校第25期、陸軍大学校第35期卒業。
1933年（昭和8年）に陸軍省軍務局防備課高級課員を経て、1936年（昭和11年）に工兵第7連隊長に就任。1937年（昭和12年）陸軍工兵大佐に進級し、1938年（昭和13年）に関東軍第2別班長に就任。1940年（昭和15年）に陸軍少将に進級し、1941年（昭和16年）に関東軍築城部長、1942年（昭和17年）に関東軍水上司令官を経て、1943年（昭和18年）3月に陸軍工兵学校長に就任し、同年6月に陸軍中将に進級。
1944年（昭和19年）3月に工兵監に転じ、同年7月に第73師団長に親補された。本土決戦に備え、渥美半島・浜名湖周辺に迎撃兵団として展開したが、終戦を迎えた。
1947年（昭和22年）11月28日、公職追放仮指定を受けた。

## 栄典
外国勲章佩用允許
- 1944年（昭和19年）5月1日 - 満州国：勲二位景雲章[2]